# ایکلفورد
ایکلفورد (به انگلیسی: Ickleford) یک روستا و محله مدنی در بریتانیا است که در North Hertfordshire واقع شده‌است. ایکلفورد ۱٬۸۳۳ نفر جمعیت دارد.